# Pournoy-la-Chétive
Pournoy-la-Chétive è un comune francese di 676 abitanti situato nel dipartimento della Mosella nella regione del Grand Est.

## Società

### Evoluzione demografica
Abitanti censiti